# Yeşilçam, Başçiftlik
Yeşilçam là một xã thuộc huyện Başçiftlik, tỉnh Tokat, Thổ Nhĩ Kỳ. Dân số thời điểm năm 2011 là 35 người.